# Kneža
Kneža (bulharsky Кнежа) je město ležící v severním Bulharsku, v Dolnodunajské nížině. Město je správním střediskem stejnojmenné obštiny a žije v něm přibližně 10 tisíc obyvatel.

## Historie
Údolí, ve kterém se město nachází bylo osídleno již v době měděné – pátém tisíciletí před naším letopočtem. V době železné zde pobývali Thrákové, což dokládají mohyly ve východní části města, v jejich základech byly nalezeny stopy po pohřbu žehem a také thrácké zbraně: železný meč, hroty kopí a železná uzda. Římská osada se rozkládala v místě dnešního centra, kde bylo nalezeno mnoho římských stříbrných a bronzových mincí z 2.–3. století, přičemž poslední byly raženy za vlády císaře Decia. Mince pocházejí z různých částí říše, což dokládá čilé obchodní styky. Podobné mince byly nalezeny v raných slovanských osadách a jsou důkazem, že i po příchodu Slovanů v těchto místech oběh mincí pokračoval, byť byl omezenější.
Na území dnešního města se v období první bulharské říše (7. až 10. století) nacházely dvě osady. Přitom zůstává nevyřešena otázka názvu, protože existují dva různé názory. Podle jednoho je název odvozen od slovanského jména pro panovníka, kmenového náčelníka – knížete. Druhým tvrzením je, že název města pochází od jména královské bosenské rodiny Knežević, která zde žila ve 14. století.
Po pádu Bulharska pod osmanskou nadvládou bylo místní obyvatelstvo nuceno opustit své domovy. V osmanských dokumentech se mezi 16. a 18. stoletím uvádí název sídla různě: Kneja nebo Kneje.
V 17. století byla ves majetkem osmanského feudálního jménem Ismail, a proto bylo pojmenováno Ismail Bunar. Údajně až sem dosahoval výpady ozbrojenců Osmana Pazvantoglu. Bulharské obrození se odrazilo ve vzniku revolučního výboru, který zde fungoval od roku 1873, nicméně k dubnovému povstání v roce 1876 se spiklenci nepřidali. Během rusko-turecké války tudy procházela armáda Osmana paši o síle 40 000 mužů a osmanský velitel ji údajně sledoval z verandy budovy dnešního muzea.
Město bylo osvobozeno 6. listopadu 1877, kdy tudy prošlo 3 000 ruských vojáků a nastolilo bulharskou vládu. Po nastolení komunistické vlády, kdy byla opozice zakázána, hlasovalo ve volbách v roce 1949 méně než 50 % zdejších voličů. V létě následujícího roku zorganizovala ilegální skupina bombový útok na klub komunistické strany. Během 90. let bylo město vystaveno sérii administrativních změn, které byly ukončeny 12. července 2001 dekretem prezidenta Petara Stojanova a Kneža se stala součástí Plevenské oblasti.

## Obyvatelstvo
Ve městě žije 10 270 obyvatel a je zde trvale hlášeno 10 854 obyvatel. Podle sčítání 1. února 2011 bylo národnostní složení následující:
- Bulhaři: 8 137 (89.6 %)
- Romové: 820 (9.0 %)
- Turci: 51 (0.6 %)
- ostatní: 78 (0.9 %)